# 徐宇宁
徐宇宁（1961年5月—），浙江龙泉人，汉族，中国共产党党员。中华人民共和国政治人物、第十三届全国人民代表大会浙江地区代表。
历任江山中学教师、教工团支部书记、教导处副主任，江山市教委副主任、主任、党委书记，江山市副市长，衢州市教委副主任、主任、党委书记，中共衢州市委副秘书长、办公室主任，中共衢州市委常委、秘书长，中共衢州市委常委、宣传部部长，中共衢州市委常委、市纪委书记，中共温州市委常委，市纪委书记，浙江省纪委常委，浙江省委统战部常务副部长等职。2014年，任浙江省审计厅厅长、党组书记；2017年转任浙江省财政厅党组书记、厅长，浙江省地方税务局局长。2019年12月，任宁波市政协党组书记。2020年4月，当选宁波市政协主席，直到2024年1月卸任。
2018年2月24日，当选为第十三届全国人大代表。